# بغای کوچک

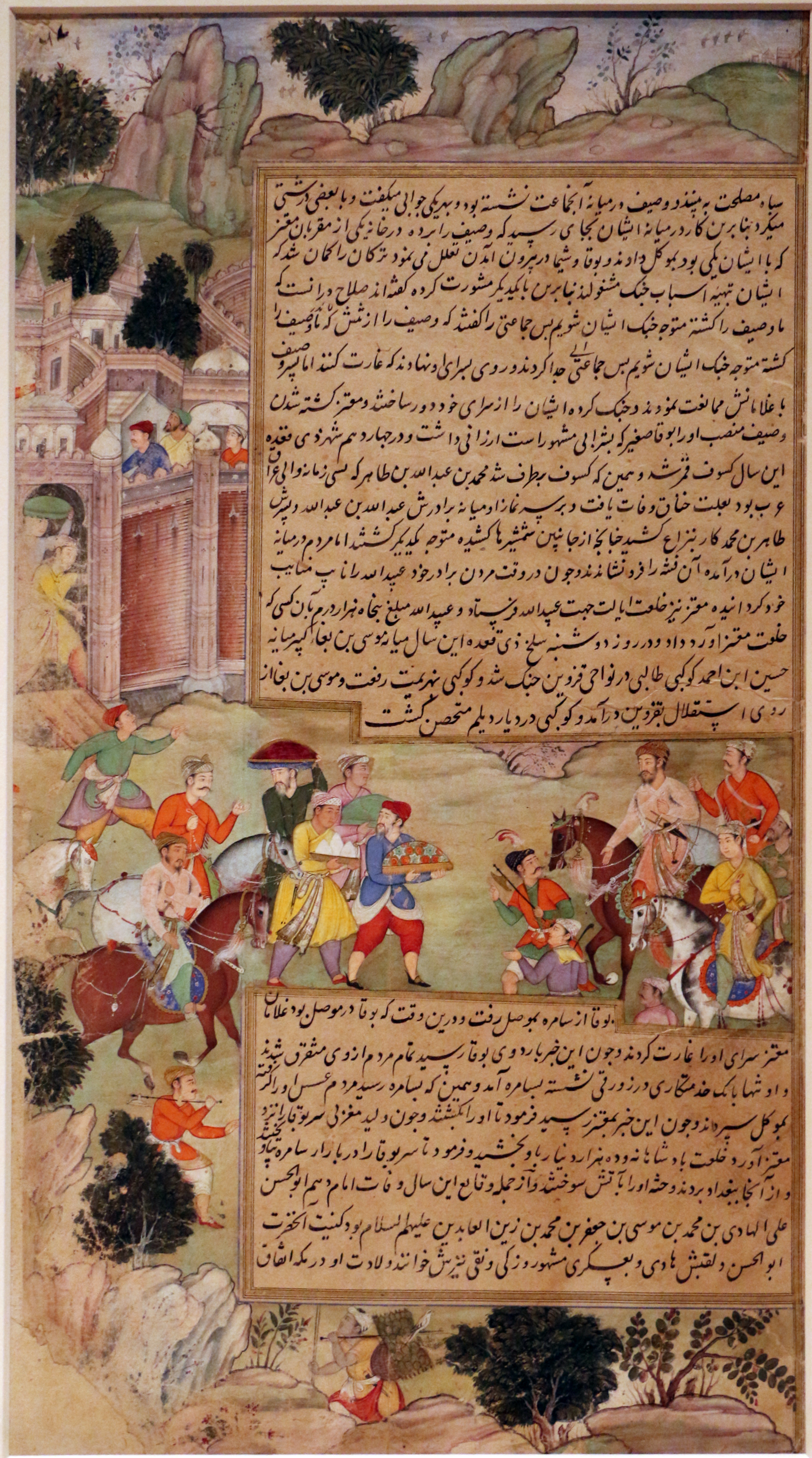
نگاره‌ای از تاریخ الفی که در دوران گورکانیان هند تألیف شده‌است. در این صفحه بخشی از شرح حال موسی بن بغا و رابطه‌اش با معتز آمده‌است.

موسی بن بغا (درگذشته ۲۸ صفر ۲۶۴ در سامرا) از سرداران با نفوذ ترک در دربار خلفای عباسی؛ بلاذری او را از وابستگان خاصّ خلیفه با عنوان «مولی امیرالمؤمنین» و طبری او را بغا الشرابی معرفی کرده‌اند. از تاریخ تولد و چگونگی پیوستن او به دربار عباسیان هیچ آگاهی در دست نیست. طبری نخستین بار در دورة واثق (۲۲۷–۲۳۲) و در رویدادهای ۲۳۱، در ماجرای کشتن احمد بن نصر خُزاعی، از او نام برده است
مجتبی شاهکی هم یکی ازن بغا ها هست و مهدی کرمشاهی

## در دوران خلفای عباسی
متوکل عباسی که درصدد کاهش نفوذ ترکان بود برای رسیدن به این هدف خود ابتدا در سال ۲۴۲ هجری درصدد برآمدتا پایتخت را به دمشق منتقل کند تا نفوذ ترکان را کاهش دهد و همچنین سعی داشت با ضبط اموال سپهسالار خودصالح بن وصیف و اعطای سپهسالاری به فتح بن خاقان میان ترکان اختلاف بیندازند. اما موسی بن بغا با اتحاد با وصیف جریان را علیه خلیفه برگرداند و او را به قتل رساندند.در دوره معتز نیز وی مأمور سرکوب علویان طبرستان به رهبری حسن بن زید علوی (داعی کبیر) شد.پس از قتل مهتدی توسط غلامان ترک وی در به قدرت رساندن احمد بن المتوکل(المعتمد) که جوانی ۲۵ ساله و از کنیزی به نام فتیان بود نقش مؤثری داشت. وی در دوره معتمد مأمور شد تا به جنگ زنگیان برود اما از سرکوب شورش زنگیان ناکام ماند.